# Riu Negre (Solsonès)
El Riu Negre, antigament conegut amb la denominació de Riner, és un riu del Solsonès, afluent per la dreta del Cardener. Neix al terme de Lladurs. Després de passar per Solsona, s'endinsa en una vall força encaixonada excavada a l'altiplà de Solsona tot travessant els municipis d'Olius, de Riner i de Clariana de Cardener. Just deixar enrere l'esmentat altiplà, desguassa al Cardener a 440 msnm sota del castell d'aquesta última localitat.
Riu d'escàs cabal, sembla que antigament tenia amb certa freqüència fortes revingudes, tal com ho feia constar Francisco de Zamora que, al segle xviii, va deixar escrit: "...té, però, crescudes rierades que tallaven (abans que existís el pont) la comunicació i s'hi havia ofegat gent".

## Termes municipals que travessa
Des del seu naixement el Riu Negre passa successivament pels següents termes municipals.
|                                         | Longitud (en m.) | % del recorregut |
| --------------------------------------- | ---------------- | ---------------- |
| Per l'interior del municipi de Lladurs  | 3.848            | 14,65%           |
| Fent frontera entre Lladurs i Solsona   | 321              | 1,22%            |
| Per l'interior del municipi de Solsona  | 5.353            | 20,38%           |
| Per l'interior del municipi d'Olius     | 3.550            | 13,51%           |
| Per l'interior del municipi de Riner    | 1.361            | 5,18%            |
| Fent frontera entre Riner i Clariana    | 2.338            | 8,90%            |
| Per l'interior del municipi de Riner    | 2.491            | 9,48%            |
| Fent frontera entre Riner i Clariana    | 1.782            | 6,78%            |
| Per l'interior del municipi de Riner    | 1.790            | 6,81%            |
| Per l'interior del municipi de Clariana | 3.437            | 13,08%           |

## Perfil del seu curs

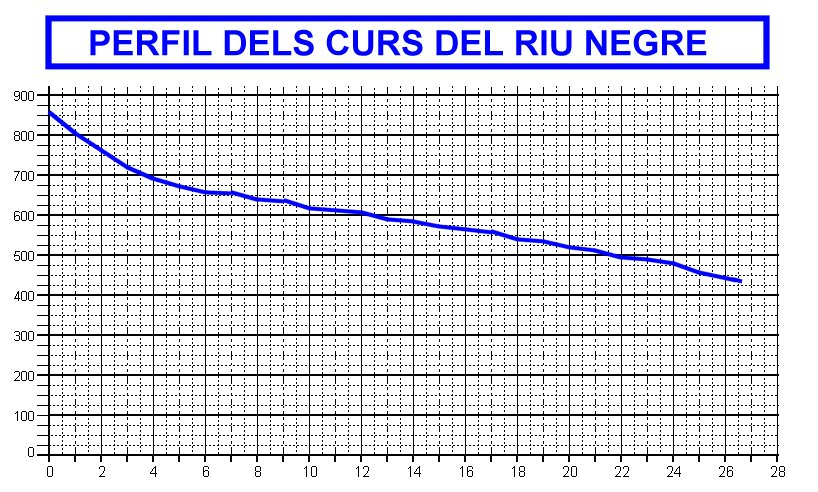
Perfil del curs del riu Negre

## Xarxa hidrogràfica
La xarxa hidrogràfica del Riu Negre està constituïda per 344 corrents fluvials que sumen una longitud total de 259,8 km.

### Taula de síntesi de la xarxa

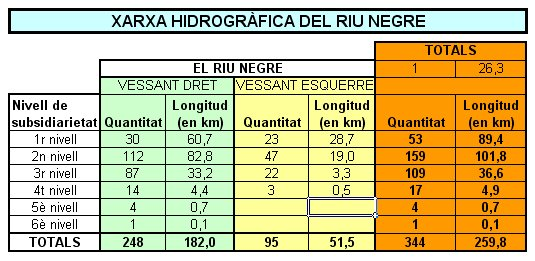
Taula amb les dades detallades

### Afluents
El Riu Negre rep un total de 44 afluents directes. D'entre aquests cal destacar-ne els següents

### Distribució municipal
El conjunt de la xarxa hidrogràfica del Riu Negre transcorre pels següents termes municipals: